# 판트호프 방정식
화학적인 열역학에서의 판트호프 방정식(van 't Hoff equation)은 평형상수({\displaystyle K})의 온도({\displaystyle T})에 따른 변화정도가 엔탈피의 변화({\displaystyle \Delta H})에 대하여 표현되는 것을 나타낸다. 이 방정식은 처음으로 야코뷔스 헨리퀴스 판트호프에 의하여 증명되었다.
{\displaystyle {\frac {d{\mbox{ ln K}}}{dT}}={\frac {\Delta H^{\ominus }}{RT^{2}}}}
만약 반응열이 온도에 관한 상수라고 가정한다면, 온도 {\displaystyle T_{1}} 과 {\displaystyle T_{2}} 사이에서 위에 나타난 미분방정식에 대한 정적분은 다음과 같이 표현된다.
{\displaystyle \ln \left({\frac {K_{2}}{K_{1}}}\right)={\frac {-\Delta H^{\ominus }}{R}}\left({{\frac {1}{T_{2}}}-{\frac {1}{T_{1}}}}\right)}
{\displaystyle K_{1}} 은 절대온도 {\displaystyle T_{1}}에서의 평형상수, {\displaystyle K_{2}}는 절대온도 {\displaystyle T_{2}}에서의 평형상수이다.
{\displaystyle \Delta H^{\ominus }}는 엔탈피의 변화, {\displaystyle R}은 기체상수이다.
따라서,
{\displaystyle \Delta G^{\ominus }=\Delta H^{\ominus }-T\Delta S^{\ominus }}
그리고,
{\displaystyle \Delta G^{\ominus }=-RT\ln K}
결과적으로 다음과 같은 식을 얻을 수 있다.
{\displaystyle \ln K=-{\frac {\Delta H^{\ominus }}{RT}}+{\frac {\Delta S^{\ominus }}{R}}}
따라서, 평형상수의 자연로그와 온도의 역수값에 대한 그래프는 직선을 나타낸다. 이 직선의 기울기는 엔탈피 변화량을 기체상수로 나누어준 값{\displaystyle \left({\frac {\Delta H^{\ominus }}{R}}\right)}의 음의 값에 해당하고, 그 절편값은 엔트로피의 변화량을 기체상수로 나누어준 값{\displaystyle \left({\frac {\Delta S^{\ominus }}{R}}\right)}과 같다. 이 표현의 미분형태 식을 판트호프 방정식이라고 한다.

## 같이 보기
- 클라우지우스-클라페롱 방정식
- 반트호프 계수
- 용해 평형